# Mine de Lwishia
 (juin 2018).
Si vous disposez d'ouvrages ou d'articles de référence ou si vous connaissez des sites web de qualité traitant du thème abordé ici, merci de compléter l'article en donnant les références utiles à sa vérifiabilité et en les liant à la section « Notes et références ».
La mine de Lwishia ou de Luishia, est une mine à ciel ouvert de cuivre et de cobalt située dans la province de Katanga en République démocratique du Congo.

## Mine à ciel ouvert d'origine
Le gisement de cuivre et de cobalt de type faciès réduit a été exploité de 1913 à 1949 par l'Union Minière du Haut Katanga.